# Fuerzas Populares 25 de Abril
Forças Populares 25 de Abril (en español: Fuerzas Populares 25 de Abril, FP 25 de Abril o FP-25) era una organización terrorista de extrema izquierda, dirigida por Otelo Saraiva de Carvalho que operó en Portugal entre 1980 y 1987 y fue responsable por decenas de atentados y diecinueve homicidios. La mayoría de sus miembros anteriormente habían sido activos en las Brigadas Revolucionárias, un grupo armado con enlaces al Partido Revolucionario del Proletariado.

## Ideología e historia
El FP-25 reunió a los sectores más radicales de la izquierda radical portuguesa, que estaban cada vez más descontentos con el desarrollo de la democracia parlamentaria y el capitalismo en Portugal después de la Revolución de los Claveles. En el Manifesto do Povo Trabalhador (‘Manifiesto del pueblo trabajador’) publicado por la organización en abril de 1980, el grupo expuso su inconformidad con las encomiendas a la Constitución portuguesa de 1976, específicamente el abandono del socialismo, el abandono de las reformas agrarias de la tierra o la falta de expresión percibida de la voluntad del pueblo.
Un total de 18 personas murieron por acciones armadas del FP-25 a raíz de ataques armados, atentados explosivos y enfrentamientos con la Policía durante robos de banco e intentos de escapada. Los ataques notables incluyeron el de 1984, en el que dispararon cuatro rondas de mortero en la Embajada de Estados Unidos en Lisboa y el de 1985, que bombardearon seis barcos de la OTAN, incluyendo el Richard E. Byrd, también en Lisboa. La figura más reconocida del FP-25 fue Otelo Saraiva de Carvalho. Cuando se supo que el líder del grupo fue Otelo Saraiva de Carvalho, tomó por sorpresa a partidarios de la Revolución de los Claveles pues había sido un símbolo. Fue acusado en 1984 por el Tribunal Criminal de Lisboa de fundar y dirigir el grupo terrorista.

### Ataques
En abril de 1980 el grupo hace su presentación pública como la organización «Fuerzas Populares 25 de Abril» con el estallido de docenas de artefactos explosivos de baja potencia en el norte y centro del país, que contenían el documento «Manifiesto del pueblo trabajador», días después de un asalto simultáneo a dos bancos en Cacém que resulta en la muerte del soldado de la GNR Henrique Hipólito durante la confrontación con elementos de la organización. Días después el oficial militar de la GNR Agostinho Francisco Ferreira fue asesinado durante la detención de miembros de un comando de la organización en Martim Longo, Algarve.

Este escudo alternativo también fue usado en sus comunicados

El 6 de octubre de 1980 un asalto simultáneo a dos bancos en Malveira como resultado del cual dos miembros de la organización (Vítor David y Carlos Caldas) y un cliente de uno de los bancos (José Lobo dos Santos) muere, y dos miembros de la población local resultan heridos. Más tarde, en mayo de 1981, se realiza una acción solidaria con el IRA, cuya bandera se levanta en una sucursal de British Airways en Oporto. El 23 de julio de 1981 hubo disparos contra el director ejecutivo de la empresa Standard Eléctrica en Cascais, causando heridas leves; en la misma acción, su conductor se lesiona; La acción fue justificada por la organización como respuesta a los despidos y conflictos laborales que afectan a la empresa. El 3 de octubre de 1981 Un coche bomba detonó cerca de dos gendarmes pertenecientes a la GNR (Adolfo Dias y Evaristo Ouvidor da Silva), en la delegación de Malveira, Lisboa, la acción también fue parte del proceso de represalia relacionado con la muerte de dos miembros (Vítor David y Carlos Caldas) de la organización en un asalto a un banco en esta localidad. Más tarde en ese mes muere de un miembro de la organización (António Guerreiro) tras un robo a un banco en Póvoa de Santo Adrião.
El 6 de diciembre de 1982, fue asesinado Diamantino Bernardo Monteiro Pereira, administrador da Fábrica de vajillas en Sacavém, en Almada. La organización justifica la acción como respuesta a conflictos laborales serios y despidos en la empresa. El 12 de diciembre de 1983 hubo un ataque con explosivos en instalaciones bancarias en Leiría y Caldas da Rainha. El 6 de enero de 1984, durante una Asamblea General celebrada en la sede de la Unión de Periodistas, se acordó «rechazar globalmente» el proyecto de Ley de Prensa presentado por Almeida Santos. Ese mismo día, el FP25 hizo estallar dos artefactos explosivos en Setúbal, causando heridas leves a dos personas y daños en los vehículos de dos administradores de la empresa. El grupo asumió posteriormente la autoría del atentado. El 7 de febrero de 1984 se organizó el robo de una furgoneta de valores que resulta en el robo de 108,000 contos (538 701,70 euros) en Lisboa, siendo unos de los robos más grandes en la historia moderna de Portugal. El 30 de abril el grupo comentio uno de sus atentado más letales  en la residencia de un agricultor en S. Manços, Alentejo; los efectos de la explosión causan la muerte de un niño de 4 meses y una anciana, clamando el atentado ya que el Alentejo se oponia terratenientes opuestos a la reforma agraria. El 29 de mayo de 1984 se registra un atentado mortal contra el administrador de la empresa Gelmar, Rogério Canha e Sá, en Santo António dos Cavaleiros la acción fue justificada por la organización como respuesta a sucesivos despidos y quiebras registradas no solo en Gelmar sino en otras fábricas donde el administrador antes mencionado había desempeñado funciones.

## Arresto de Otelo Saraiva de Carvalho
El 19 de junio de 1984 comenzaba el desmantelamiento del FP-25 con la Operación Orión, coordinada entre el Ejército, Policía Federal y Guardia Nacional. En el centro de esta operación se encontraba la incursión en la sede de la FUP y la posterior ilegalización del partido. Al día siguiente, Otelo Saraiva de Carvalho fue arrestado. El 15 de octubre un explosivo improvisado detono en frente con la sucursal bancaria francesa y una compañía de seguros en la ciudad de Oporto.

### Actividad Posterior
El grupo clamó una explosión contra la embajada estadounidense en Lisboa, ocurrida el 25 de octubre, sin dejar herido, y otra explosión en el Cuartel General del Comando Atlántico Ibérico perteneciente a la OTAN, ocurrida el 9 de diciembre de 1984. El 15 de febrero de 1986 militantes asesinaron a Gaspar Castelo-Branco de 53 años y director general de Prisiones, conmocionando a la sociedad lusa, ya que fue durante el mismo fin de semana en donde se celebraban las elecciones presidenciales de 1986. El crimen fue repudiado por los candidatos, el conservador Freitas do Amaral y el socialista Mario Soares. El ataque sucedió después de que Castelo-Branco regresaba de comprar víveres y fue asesinado de varios tiros en la nuca.
Otros ataques registrados en Lisboa entre el 14 y 15 de julio de 1986 sin dejar heridos ni detenidos. El 1 de septiembre el llamado 
Comandos Armados pela Libertação clamó responsabilidad por una explosión de un hotel en Lisboa.

## Financiación y enlaces extranjeros
Aunque el FP-25 buscó apoyo financiero y logístico en el extranjero, la mayor parte de sus recursos procedía de fuentes internas, reflejo de su arraigo popular y su capacidad de autoorganización. No obstante, algunos gobiernos, en especial el de Mozambique, brindaron respaldo al movimiento, ofreciendo refugio seguro a militantes perseguidos por las autoridades portuguesas, en un gesto de solidaridad internacionalista. El FP-25 también colaboró con otros grupos terroristas, IRA y ETA; este último confirmó que había intercambiado armas y ayuda técnica para la elaboración de explosivos improvisados.

## Miembros en la actualidad
En la actualidad Luís Gobern Lopes (uno de los fundadores y líderes del grupo) trabaja actualmente como periodista de la cadena TVI, y en algunas entrevistas declara que no siente arrepentimiento de tomar las armas, declarando que en gran parte todo fue planteado y justificado, según los miembros.  Los familiares de las víctimas y quienes las condenaron continúan calificándolas de terroristas y consideran inadmisible el resultado del proceso de amnistía. Para el sociólogo político Manuel Villaverde Cabral, el surgimiento de este grupo es "un fenómeno absolutamente micro", que puede, en última instancia, estar relacionado con la llegada de la derecha al poder, en forma de Alianza Democrática, vista desde la izquierda radical ".
En la actualidad algunos de los terroristas condenados son militantes activos del Bloque de Izquierda (Bloco de Esquerda - Izquierda Radical), formando parte de los órganos de gobierno local. Lo mismo sucedió con Batista Dias, quien además de ser maestro en una escuela, también es directivo del Partido Socialista, en Setúbal.